# Tove Bull
Tove Bull (* 31. Oktober 1945 in Alta) ist eine norwegische Linguistin. Sie ist emeritierte Professorin für nordische Sprachwissenschaft an der Universität Tromsø – Norwegens Arktische Universität. In der norwegischen Sprachdebatte sprach sie sich für Nynorsk aus. Als Prorektorin und Rektorin der Universität Tromsø in den 1990er Jahren spielte sie eine wichtige Rolle in der norwegischen Universitätspolitik.
Ihre Eltern waren der Arbeiter Kaare Bull (1920–1999) und die Bademeisterin Sonja Margrethe Gullhav (* 1923). Am 25. März 1967 heiratete sie den Arzt Steinar Jæger (* 23. November 1942), die Ehe wurde allerdings 1974 aufgelöst. Am 17. Juli 1977 heiratete sie den Hochschullektor Svein Pedersen (* 28. September 1934). 1992 konvertierte sie zum Katholizismus.
Ihr Examen artium legte Tove Bull 1964 am öffentlichen Gymnasium der Finnmark (Finnmark offentlige gymnas) ab. Anschließend studierte sie Philologie, zunächst an der Universität Oslo und dann in Trondheim. Dort machte sie 1972 ihren Bachelorabschluss mit nordischem Hauptfach. 1978 machte sie die Prüfung in Drama an der Tromsø lærerhøgskole, wo sie von 1973 bis 1984 als Hochschullektorin arbeitete. Ab August 1984 hatte sie eine Anstellung in nordischer Sprachwissenschaft an der Universität Tromsø und wurde 1990 Professorin. Sie hielt häufig Vorträge und Gastvorlesungen an Universitäten, auf wissenschaftlichen Konferenzen und auf unterschiedlichen Fachtreffen in Norwegen und außerhalb. Von 1990 bis 1995 war sie Prorektorin und 1996 bis 2001 Rektorin der Universität Tromsø. 1990 bekam sie zusammen mit Toril Fiva, Ernst Håkon Jahr und Tarald Taraldsen den Preis für herausragende Forschung von Norges almenvitenskapelige forskningsråd. 1998 war sie Mitglied eines nordischen Evaluierungsausschusses für das Fach Sprachwissenschaft an dänischen Universitäten und wurde im selben Jahr Ehrendoktorin der Universität Oulu. 2006 wurde sie zum Kommandeur des Sankt-Olav-Ordens ernannt. Sie ist Mitglied der Norwegischen Akademie der Wissenschaften in der Gruppe 5 Filologi og språkvitenskap („Gruppe 5 Philologie und Sprachwissenschaft“).
Tove Bulls wissenschaftliche Forschung konzentriert sich auf die erste Lese- und Schreibausbildung, nordnorwegische Dialektologie, Mehrsprachigkeit, Sprachsoziologie bzw. Soziolinguistik und Sprachkontakte. Ihre wichtigsten Beiträge beschäftigen sich mit Dialekten und Sprachverhältnissen in Nordnorwegen, insbesondere den nordnorwegischen Dialekten auf ehemals samischsprachigem Gebiet. Unter anderem zeigte sie, wie systematische phonologische Züge im Dialekt von Furuflaten von der Sprachkontaktsituation zwischen Samisch und Norwegisch bestimmt sind. Tove Bull ist Mitglied der Forschergruppen Språk og samfunn („Sprache und Gesellschaft“) und Multilingual North: Diversity, Education and Revitalisation („Mehrsprachiger Norden: Diversität, Bildung und Revitalisierung“). Sie veröffentlichte auch zahlreiche Artikel zum Thema Sprache und Geschlecht.

## Publikationen (Auswahl)
- Nordnorsk. Språkarv og språkforhold i Nord-Noreg. 1982 (norwegisch, Anthologie, herausgegeben zusammen mit Kjellaug Jetne).
- Lesing og barns talemål. 1985 (norwegisch, Monographie zu ihrem Projekt über Lese- und Schreibausbildung im Dialekt).
- Målet i Troms og Finnmark og Tromsø bymål. In: Ernst Håkon Jahr (Hrsg.): Den store dialektboka. 1990 (norwegisch).
- Women and Men Speaking. The Role Played by Women and Men in the Process of Language Shift. In: Working Papers on Language, Gender and Sexism. 1991 (englisch).
- Tove Bull (Hrsg.): Norsk språkhistorie: 3. Ideologi. Novus forlag, 2018, ISBN 978-82-7099-849-4 (norwegisch, 548 S., Herausgeber des gesamten vierbändigen Werks Norsk språkhistorie (NSH) sind Helge Sandøy und Agnete Nesse).
- The two Norwegian official written standards, bokmål and nynorsk. Linguistic and ideological implications of national bilingualism and biliteracy. In: AFinLAn vuosikirja. 2019, doi:10.30661/afinlavk.79335 (englisch).